# Односи Црне Горе и Бугарске
Односи Црне Горе и Бугарске су инострани односи Црне Горе и Републике Бугарске.

## Односи
Република Бугарска званично је признала Црну Гору 12. јуна 2006. године. Дипломатски односи између двије државе успостављени су 2. августа 2006. године.
Амбасада Републике Бугарске у Подгорици отворена је 11. децембра 2006. године. Том приликом је потписана и Заједничка изјава поводом прославе 110. година од успостављања дипломатских односа између Црне Горе и Републике Бугарске.

### Дипломатски представници

#### У Подгорици
- Маја Добрева, амбасадор, 2009. -
- Снежана Најденова, амбасадор, 2006. - 2008.[1]

#### У Цетињу
- Недељко Колушев, 1906. - 1913.
- Андрија Тошев, 1905. - 1906.
- Димитри Ризов, 1903. - 1905.
- Спас Константиновић, 1897. -[2]